# Товбин, Исаак Моисеевич
Исаак Моисеевич Товбин (1905—1981?) — советский инженер, учёный-химик, специалист масложировой и парфюмерно-косметической промышленности, лауреат Сталинской премии.

## Биография
Родился в 1905 г. в Новозыбкове.
Окончил Московский техникум жировой промышленности (1928) и Московский химико-технологический институт имени Д. И. Менделеева (1931).
- 1928—1935 дежурный инженер, проектировщик
- 1935—1941 главный инженер Главмаргарина
- 1941—1942 главный инженер управления Главрасжирмасло
- 1942—1953 главный инженер ГУ парфюмерной промышленности (Главпарфюмера)
- 1953—1963 главный специалист пищевого отдела Госплана СССР
- 1963—1965 начальник управления Госкомитета по пищевой промышленности СССР
- 1965—1971 директор Всесоюзного объединения парфюмерно-косметической и эфирномасличной промышленности при МПП СССР.

С 1971 г. персональный пенсионер.

## Награды и звания
Кандидат технических наук (степень присуждена по совокупности работ).
Награждён орденами Трудового Красного Знамени и «Знак Почёта», 4 медалями.
Сталинская премия 1949 года — за разработку и внедрение в производство новых методов синтеза душистых веществ.

## Научная деятельность
Участник проектирования и строительстве предприятий по производству синтетических душистых веществ, в том числе крупнейшего в Европе Калужского комбината СДВ и Московского гидрогенизационного завода (Московский жировой комбинат).

### Научные труды
Соавтор учебников и учебных пособий:
- Производство маргариновой продукции : учебник / Товбин, Исаак Моисеевич. Фаниев, Гарегин Георгиевич ; Гореславская, Валентина Борисовна. Москва : Пищевая промышленность, 1979. 240 с.
- Производство мыла : учебное пособие для подготовки рабочих на производстве / И. М. Товбин, М. Н. Залиопо, А. М. Журавлев. — Изд. 2-е, перераб. и доп. — Москва : Пищевая промышленность, 1976. — 204, [1] с. : ил. ; 22 см. — (Для кадров массовых профессий). — Библиогр.: с. 202.
- Технология переработки жиров [Текст] : Учеб. для сред. спец. учеб. заведений пищевой пром-сти / Под ред. проф. Б. Н. Тютюнникова. — 2-е издание, исправленное и дополненное. — Москва : Пищепромиздат, 1956. — 495 с. : ил. — Перед загл. авт: Б. Н. Тютюнников, П. В. Науменко, И. М. Товбин, Г. Г. Фаниев.
- Технология переработки жиров [Текст] : Учеб. для техникумов / Под ред. проф. Б. Н. Тютюнникова. — 2-е издание, исправленное и дополненное. — Москва : Гизлегпищепром, 1953. — 524 с. : ил. — Перед загл. авт: Б. Н. Тютюнников, П. В. Науменко, И. М. Товбин, Г. Г. Фаниев.
- Рафинация жиров [Текст] : Учеб. для подгот. рабочих на производстве / И. М. Товбин, Г. Г. Фаниев. — Москва : Пищевая пром-сть, 1977. — 238 с. : ил. — (Для кадров массовых профессий). — Библиогр.: с. 236 (6 назв.). — 4000 экз.
- Гидрогенизация жиров [Текст] : учебное пособие для проф. -техн. училищ / И. М. Товбин, Н. Л. Меламуд, А. Г. Сергеев. — М. : Лесная и пищевая, 1981. — 296 с.
- Производство маргариновой продукции [Текст] : учебник для подготовки рабочих на производстве / И. М. Товбин, Г. Г. Фаниев, В. Б. Гореславская. — М. : Пищевая промышленность, 1979. — 240 с. : ил. — (Для кадров массовых профессий).
- Технологическое проектирование жироперерабатывающих предприятий. Рафинация и гидрогенизация жиров [Текст] / Е. Е. Файнберг, И. М. Товбин, А. В. Луговой; Под ред. И. М. Товбина. — 2-е изд., перераб. и доп. — М. : Легкая и пищевая промышленность, 1983. — 416 с.